# Pałac w Kietlinie
Pałac w Kietlinie – zabytkowy pałac powstał w XVIII w. w Kietlinie z przebudowy renesansowego dworu z XVII w.

## Położenie
Pałac położony jest w Kietlinie – wsi w Polsce, w województwie dolnośląskim, w powiecie dzierżoniowskim, w gminie Niemcza.

## Historia
W XVII w, obiekt był własnością von Lohensteina, burmistrza Niemczy, ojca Daniela Caspra von Lohensteina. Barokowy obiekt jest częścią zespołu pałacowego, w skład którego wchodzi jeszcze park.
W zwieńczeniu  łuku renesansowego portalu znajduje się herb księcia Jerzego II brzeskiego, nad nim między gzymsami płycina z herbami (od lewej) m.in.: von Gellhorn,  von Zedlitz,  von Hochberg, von Tschirschky, a wyżej medalion z laudacją  na cześć rodziny von Goldfuss.